# Африканский экзархат

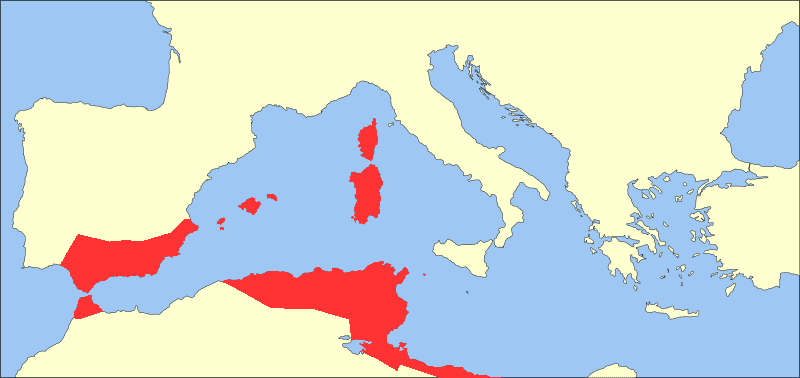
Африканский экзархат

Африка́нский или Карфаге́нский экзарха́т — полуавтономная византийская провинция, образованная императором Маврикием ориентировочно в 585—592 годах и просуществовавшая до 697—698 годов. 

## История
По итогам Вандальской войны 533—534 годов было ликвидировано существовавшее с 439 года на землях бывших римских провинций Африка, Бизацена, Триполи, Нумидия и Мавретания Королевство вандалов и аланов. Вместо него императором  была создана Велизарием преторианская префектура Африки со столицей в Карфагене.
Ориентировочно в 585—592 годах префектура была ликвидирована, а на её месте был создан Африканский (именовавшийся также Карфагенским) экзархат. Во главе провинции стоял экзарх, совмещавший функции гражданского управления и военного командования. Это нарушало существовавший до того принцип разделения властей, установленный Диоклетианом, согласно которому власть чётко делилась на гражданскую и военную, но было необходимо для управления в условиях постоянной внешней угрозы со стороны окружавших народов, относившихся к совсем другой культуре. В определённой мере создание этого экзархата (как и второго аналогичного — Равеннского) было подготовлено административной реформой Юстиниана I, осуществлённой в 535—536 годах, когда в некоторых провинциях (Писидии, Пафлагонии, Каппадокии и Фракии) вся высшая власть (и военная, и гражданская) была сконцентрирована в руках одного человека — претора, проконсула или модератора. Общей чертой обоих экзархатов было также преимущественно сельское население и стремление знати к миграции в крупные города за пределами экзархата, прежде всего — в Константинополь, и значительное влияние местной церкви. Всё это в конечном итоге приводило ко всё большему обособлению экзархатов от центральной власти.
Первым экзархом стал Геннадий, бывший до того магистром армии в префектуре. Вплоть до своей смерти в 598 или в 600 году Геннадий вёл достаточно успешную войну против окружавших его племён.
Наследником Геннадия на посту экзарха был Ираклий Старший (хотя, по некоторым сведениям, между ними в 598—600 годах руководить Африкой мог Иннокентий, но неизвестно, имел ли он титул экзарха или же префекта). В 608 году Ираклий Старший поднял мятеж против непопулярного императора Фоки, завершившийся в 610 году падением и казнью последнего. Новым императором стал Ираклий I, сын Ираклия Старшего.
Не очень ясно, кто управлял экзархатом на протяжении трёх последующих десятилетий: есть отрывочные свидетельства о существовании экзархов с именами Цезарий, Никита и Пётр, однако, достоверных сведений на их счёт нет.
В 647 году экзарх Григорий (двоюродный племянник Ираклия), воспользовавшись ослаблением императорской власти вследствие ударов арабов, отложился от Константинополя и провозгласил себя императором Африки. Очень скоро ему самому пришлось иметь дело с вторжением Омейядов из Египта. Григорий скончался в Александрии Египетской.
Экзархат вёл не особо успешную борьбу с вестготами за обладание юго-восточной Испанией, а также пытался более или менее успешно умиротворять берберские племена Северной Африки. Арабское завоевание Северной Африки завершилось падением Карфагена в 698 году. На территории бывшего экзархата была образована арабская провинция Ифрикия.

## Примерный список экзархов Африки
Полного и достоверного списка экзархов Африки не существует. Ниже приведены ориентировочные данные, присутствующие в различных источниках (зелёной заливкой выделены экзархи, существование и должность которых неоспоримы, розовой — возможны, но не подтверждены):
| Начало правления       | Конец правления      | Имя по-русски    | Имя по-гречески |               |
| ---------------------- | -------------------- | ---------------- | --------------- | ------------- |
| не позднее июля 591    | не ранее октября 598 | Геннадий (I)     | Γεννάδιος       | [4][7][9]     |
| 598                    | 600                  | Иннокентий       | Ιννοκέντιος     | [5]           |
| не позднее 602 или 608 | не ранее 610         | Ираклий Старший  | Ἡράκλειος       | [7][9][10][6] |
| упомянут в 615         | упомянут в 615       | Цезарий          | Καισάριος       | [7]           |
| 619                    | 629                  | Никита           | Νικήτας         | [7]           |
| упомянут в 633         | упомянут в 633       | Пётр             | Πέτρος          | [7]           |
| 641                    | 645                  | Григорий         | Γρηγόριος       | [7][9][8]     |
| ?                      | 665                  | Геннадий (II)    | Γεννάδιος       | [11]          |
| 665                    | ?                    | Элевферий[англ.] | Ελευθέριος      | [11]          |